# Chinonský pergamen

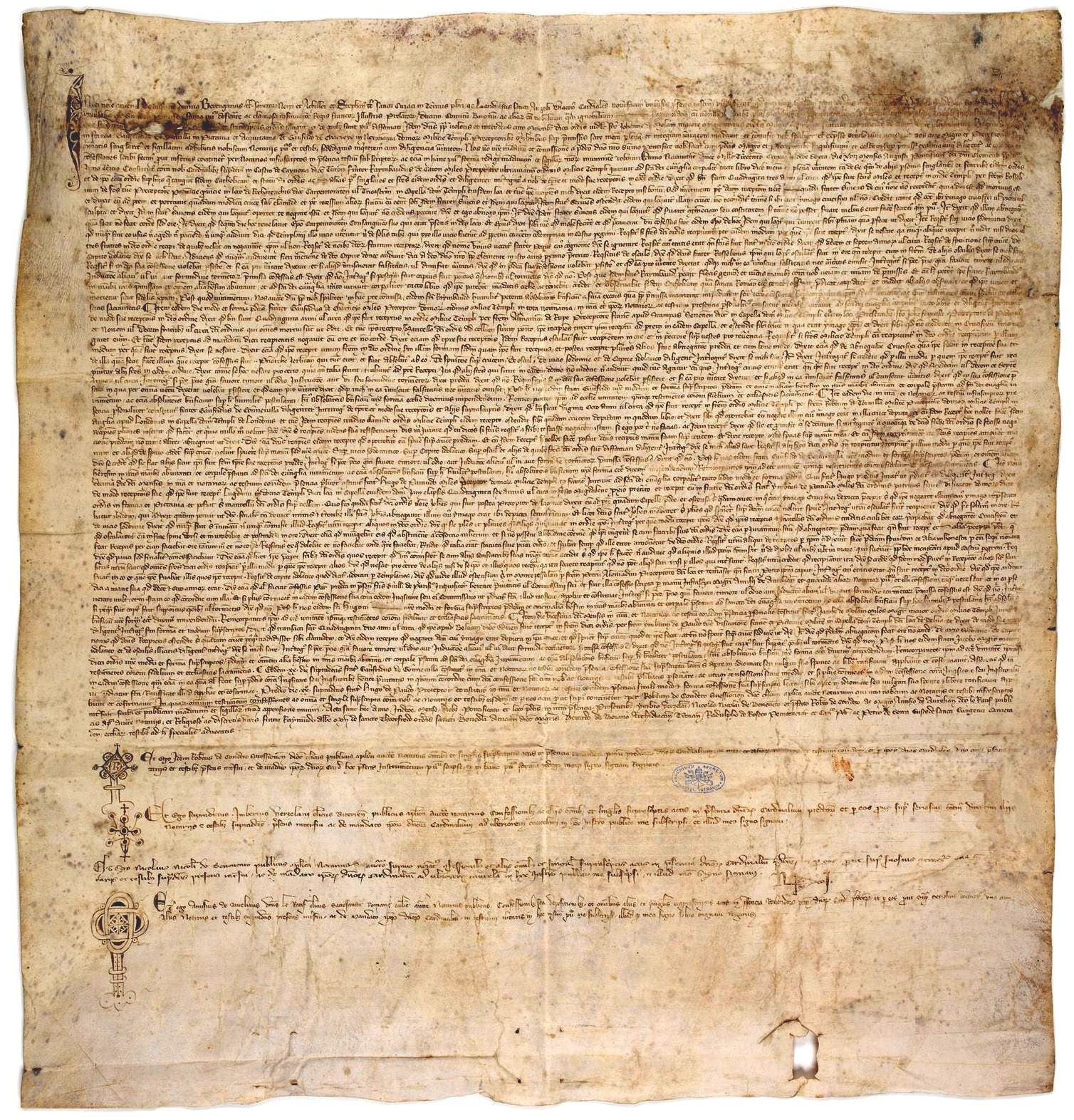
Chinonský pergamen

Chinonský pergamen (francouzsky Parchemin de Chinon, italsky Pergamino de Chinon) je historický dokument ze 17. až 20. srpna 1308, objevený v září 2001 italskou paleografkou Barbarou Fraleovou ve Vatikánském tajném archivu. Podle závěrů Barbary Fraleové Chinonský pergamen dokládá, že papež Klement V. v roce 1308 tajně udělil velmistru Jacquesovi de Molay a ostatním představitelům řádu templářů absoluci ve vztahu k obviněním, vzneseným proti nim inkvizicí. Pergamen byl vyhotoven na hradě Chinonu.